# Chľaba
Chľaba es un municipio del distrito de Nové Zámky en la región de Nitra, Eslovaquia, con una población estimada a final del año 2024 de 686 habitantes.
Se encuentra ubicado al sur de la región, cerca de los ríos Nitra y Hron (cuenca hidrográfica del Danubio) y de la frontera con Hungría.

## Demografía
| Año        | 1994 | 2004    | 2014    | 2024    |
| ---------- | ---- | ------- | ------- | ------- |
| Población  | 718  | 714     | 712     | 686     |
| Diferencia |      | −0,55 % | −0,28 % | −3,65 % |

| Año        | 2023 | 2024    |
| ---------- | ---- | ------- |
| Población  | 690  | 686     |
| Diferencia |      | −0,57 % |